# Neocamarosporium betae
Neocamarosporium betae (Berl.) Ariyaw. & K.D. Hyde – gatunek grzybów z typu workowców (Ascomycota). Szeroko rozprzestrzeniony pasożyt roślin.

## Systematyka i nazewnictwo
Pozycja w klasyfikacji według Index Fungorum: Neocamarosporium, Neocamarosporiaceae, Pleosporales, Pleosporomycetidae, Dothideomycetes, Pezizomycotina, Ascomycota, Fung.
Po raz pierwszy opisał go w 1888 r. Augusto Napoleone Berlese, nadając mu nazwę Pyrenophora echinella var. betae. W 2015 r. A.D. Ariyawansa i Kevin David Hyde przenieśli go do utworzonego rok wcześniej rodzaju Neocamarosporium. Niektóre synonimy:
- Phoma betae A.B. Frank 1892
- Phyllosticta betae Oudem.1877
- Pleospora betae Björl. 1944
- Pleospora betae (Berl.) Nevod. 1915
- Pleospora bjoerlingii Byford 1963
- Pleospora betae Björl. 1944[3].

## Morfologia
Grzyb mikroskopijny. Na resztkach pożniwnych w skórce buraków tworzy niemal kuliste owocniki typu pseudotecjum o rozmiarach 230–340 × 160–205 μm i ścianie o grubości 35–40 μm. Powstają w nich bitunikowe, 8-zarodnikowe worki o rozmiarach 85–120 × 14–16 μm. Askospory brązowe, elipsoidalne, lekko zwężone, z trzema przegrodami. Mają rozmiar 18–25 × 7–10 μm. W czasie dojrzewania askospory w każdej z dwóch jej środkowych komórek tworzy się przegroda podłużna.
Często obok pseudotecjów w skórce żywiciela tworzą się pyknidia o średnicy 150–250 μm i wysokości 200–230 μm. Ich zewnętrzna warstwa składa się z dwóch do trzech warstw komórek o nieregularnym kształcie, wewnętrzna z jednej warstwy komórek. Komórki są cienkościenne, hialinowe, o rozmiarach 6–8 × 3,5 μm. Pykniospory hialinowe, o kształcie od owalnego do półcylindrycznego i rozmiarach 5–8 × 3–4,3 μm. Na dekstrozie ziemniaczanej kolonia Pleospora bjoerlingi rozwija się szybko, tworzy czarniawe grzybnie, w których już po 10 dniach w temperaturze pokojowej dojrzewają pykniospory.

## Znaczenie
Grzyb pasożytniczy wywołujący u buraków choroby o nazwie plamik buraka i zgorzel siewek buraka. Występuje w glebie oraz na resztkach roślin. Wytwarza trujące mykotoksyny.